# Vultur de mare cu burtă albă
Vulturul de mare cu burtă albă (Icthyophaga leucogaster) este o pasăre de pradă diurnă mare din familia Accipitridae. Pasărea adultă este o pasăre care se distinge ușor, având capul, pieptul, părțile de sub aripi și coada albe. Părțile superioare sunt gri, iar penele de zbor negre de sub aripă contrastează cu învelișurile albe. Coada este scurtă și țepoasă, ca la toate speciile de vulturi de mare. La fel ca multe păsări răpitoare, femela este mai mare decât masculul și poate măsura până la 90 cm lungime, cu o anvergură de până la 2,2 metri și o greutate de 4,5 kg. Păsările imature au un penaj maro, care este înlocuit treptat de alb până la vârsta de cinci sau șase ani. Strigătul este un claxonat puternic, ca de gâscă.
Locuitor din India și Sri Lanka până în Australia, trecând prin Asia de sud-est, pe coaste și pe principalele căi navigabile, vulturul de mare cu burta albă se reproduce și vânează în apropierea apei, iar peștii constituie aproximativ jumătate din dieta sa. Oportunist, consumă hoituri și o mare varietate de animale. Deși la nivel global este clasificat ca fiind de „îngrijorare redusă”, a scăzut în unele părți din Asia de sud-est, cum ar fi Thailanda și Australia de sud-est. Este clasificat ca „amenințat” în Victoria și „vulnerabil” în Australia de Sud și Tasmania.

## Taxonomie
Vulturul de mare cu burtă albă a fost descris oficial de naturalistul german Johann Friedrich Gmelin în 1788 sub numele binomial Falco leucogaster. În prezent, este unul dintre cei șase vulturi încadrați în genul Icthyophaga care a fost introdus în 1843 de naturalistul francez Marie Jules César Savigny⁠(d). Numele său specific provine din greaca veche leuko- „alb” și gaster „burtă”.
Cea mai apropiată rudă a sa este puțin cunoscutul vultur de mare Sanford din Insulele Solomon. Acestea formează o superspecie⁠(d) și, așa cum se întâmplă de obicei în cazul altor superspecii de vulturi de mare, una dintre ele (vulturul de mare cu burta albă) are capul alb, spre deosebire de capul închis la culoare al celorlalte specii. Secvențele nucleotidice ale genei citocromului b⁠(d) ale celor doi vulturi de mare s-au numărat printre cele analizate în cadrul unui studiu din 1996. Deși diferă foarte mult în ceea ce privește aspectul și ecologia, divergența genetică⁠(d) a acestora de 0,3% indică faptul că strămoșii celor două forme s-ar fi putut despărți în urmă cu doar 150.000 de ani. Autorii studiului concluzionează că, deși divergența genetică este mai mult în concordanță cu subspecia, distincția în ceea ce privește aspectul și comportamentul justifică menținerea celor două ca specii separate. Secvența mitocondrială a citocromului b diferă foarte puțin de cea a vulturului de mare de Sanford, ceea ce sugerează o divergență relativ recentă după ce vulturii de mare cu burta albă din Noua Guinee au colonizat Insulele Solomon.

## Descriere

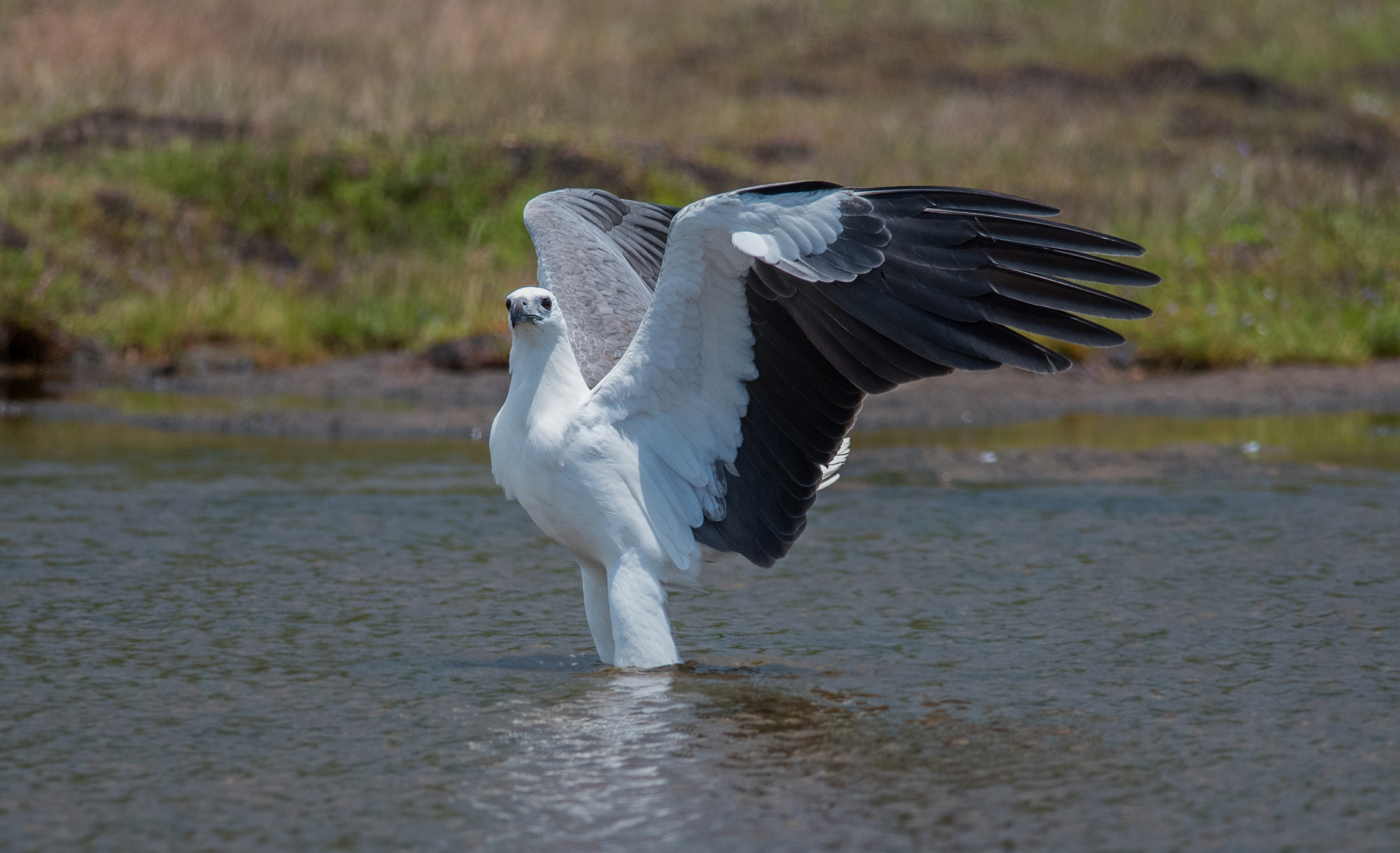

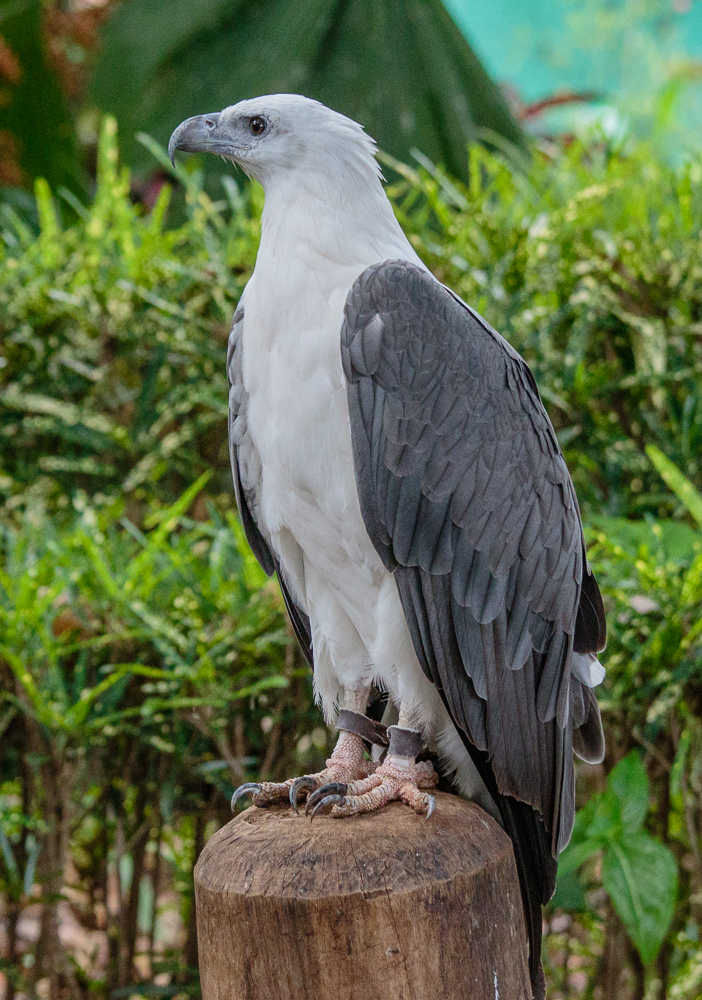
Adult în captivitate

Vulturul de mare cu burta albă are capul, crupa și părțile inferioare albe, iar spatele și aripile sunt de culoare închisă sau gri- ardeziu. În zbor, penele de zbor negre de pe aripi sunt ușor de observat când pasărea este privită de jos. Ciocul mare, cu cârlig, este gri-albastru plumburiu cu vârful mai închis, iar irișii sunt maro închis. Picioarele sunt galbene sau gri, cu gheare negre lungi. Spre deosebire de cele ale vulturilor din genul Aquila, picioarele nu au pene. Sexele sunt similare. Masculii au o lungime de 66-80 cm și o greutate de 1,8-3 kg. Femelele sunt puțin mai mari, având 80-90 cm și 2,5-4,5 kg. Anvergura aripilor variază între 1,78 și 2,2 m. Un studiu efectuat în 2004 pe 37 de păsări din Australia și Papua Noua Guinee (3 °S până la 50 °S) a constatat că se poate cunoaște sexul păsărilor în mod fiabil în funcție de mărime și că păsările de la latitudini mai sudice sunt mai mari decât cele din nord. Nu există nicio variație sezonieră a penajului.
În primul an de viață, un vultur de mare cu burta albă tânăr este predominant brun, cu un penaj cu dungi crem pal pe cap, gât, ceafă și crupă. Penajul devine din ce în ce mai infiltrat cu alb până când dobândește penajul complet de adult în al patrulea sau al cincilea an. Specia se reproduce începând cu vârsta de aproximativ șase ani. Durata de viață este considerată a fi de aproximativ 30 de ani.

## Distribuție și habitat
Vulturul de mare cu burta albă este întâlnit în mod regulat din Mumbai (uneori spre nord, până în Gujarat) spre est în India, Bangladesh și Sri Lanka în sudul Asiei, prin toată zona de coastă a Asiei de Sud-Est, inclusiv Burma, Thailanda, Malaezia, Indonezia, Indochina, insulele principale și insulele din larg ale Filipinelor, și sudul Chinei, inclusiv Hong Kong, Hainan și Fuzhou, spre est prin Noua Guinee și Arhipelagul Bismarck, și Australia. În partea de nord a insulelor Solomon este limitată la insula Nissan. În Victoria, unde este altfel rară, este local mai frecventă la Corner Inlet și la lacurile Gippsland. În mod similar, în Australia de Sud, este mai des întâlnit de-a lungul coastei de nord a insulei Kangaroo. Aria de răspândire se extinde până la insulele din strâmtoarea Bass și Tasmania și se crede că se poate deplasa între insule și continent. Există o înregistrare neconfirmată din insula Lord Howe și câteva din Noua Zeelandă.

## Comportament

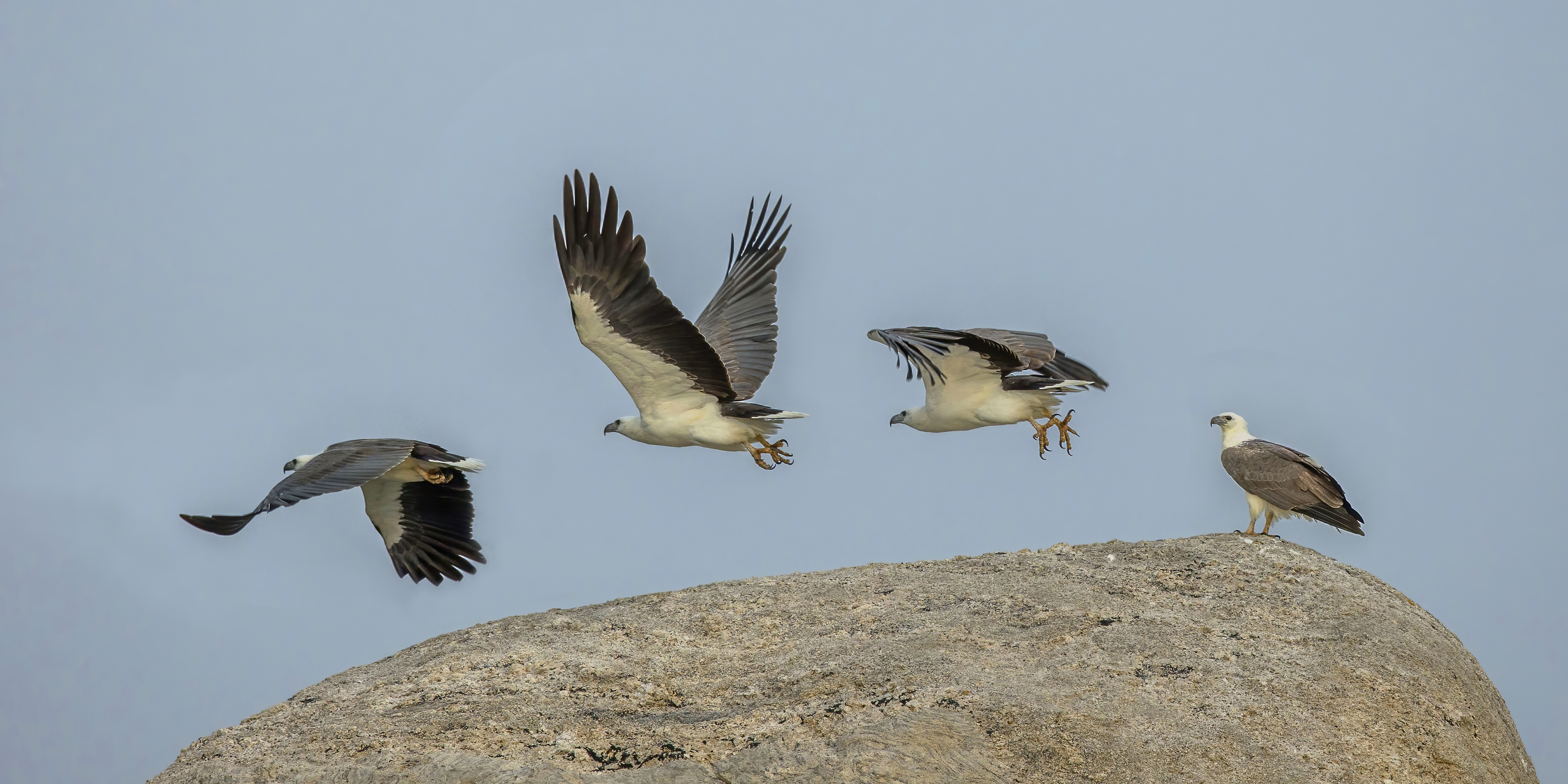
compozit din 4 imagini care arată decolarea

Vulturul de mare cu burta albă este în general teritorial; unele păsări formează perechi permanente care locuiesc în teritorii pe tot parcursul anului, în timp ce altele sunt nomade. Specia este monogamă, perechile rămânând împreună până când una dintre păsări moare, după care pasărea supraviețuitoare caută rapid un nou partener. Acest lucru poate face ca unele cuiburi să fie ocupate continuu timp de mulți ani (un cuib din Mallacoota⁠(d) a fost ocupat timp de peste cincizeci de ani). Păsările imature sunt în general dispersive, multe dintre ele deplasându-se la peste 50 km distanță de zona în care au fost crescute. Un pui crescut în Cowell, Australia de Sud, a fost semnalat la o distanță de 3.000 km pe insula Fraser din Queensland. Păsările sunt adesea văzute cocoțate în vârful unui copac sau survolând cursurile de apă și terenurile adiacente. Cel mai adesea sunt întâlnite singure sau în perechi. Grupuri mici de vulturi de mare cu burta albă se adună uneori dacă există o sursă abundentă de hrană, cum ar fi o carcasă sau resturi de pește pe o navă. Multe părți din comportamentul vulturului de mare cu burta albă, în special reproducerea, rămân puțin cunoscute.

### Hrană
Vulturul de mare cu burta albă este un carnivor oportunist și consumă o mare varietate de animale de pradă, inclusiv hoituri. Adesea prinde un pește zburând la joasă înălțime deasupra apei și prinzându-l în gheare. Se pregătește pentru lovitură ținând picioarele mult în față (aproape sub bărbie) și apoi lovește în spate, bătând simultan aripile pentru a se ridica în sus. În general, doar un picior este folosit pentru a prinde prada. De asemenea, poate să plonjeze la un unghi de 45 de grade de la locul său de veghe și să se scufunde pentru scurt timp pentru a prinde pești aflați aproape de suprafața apei.

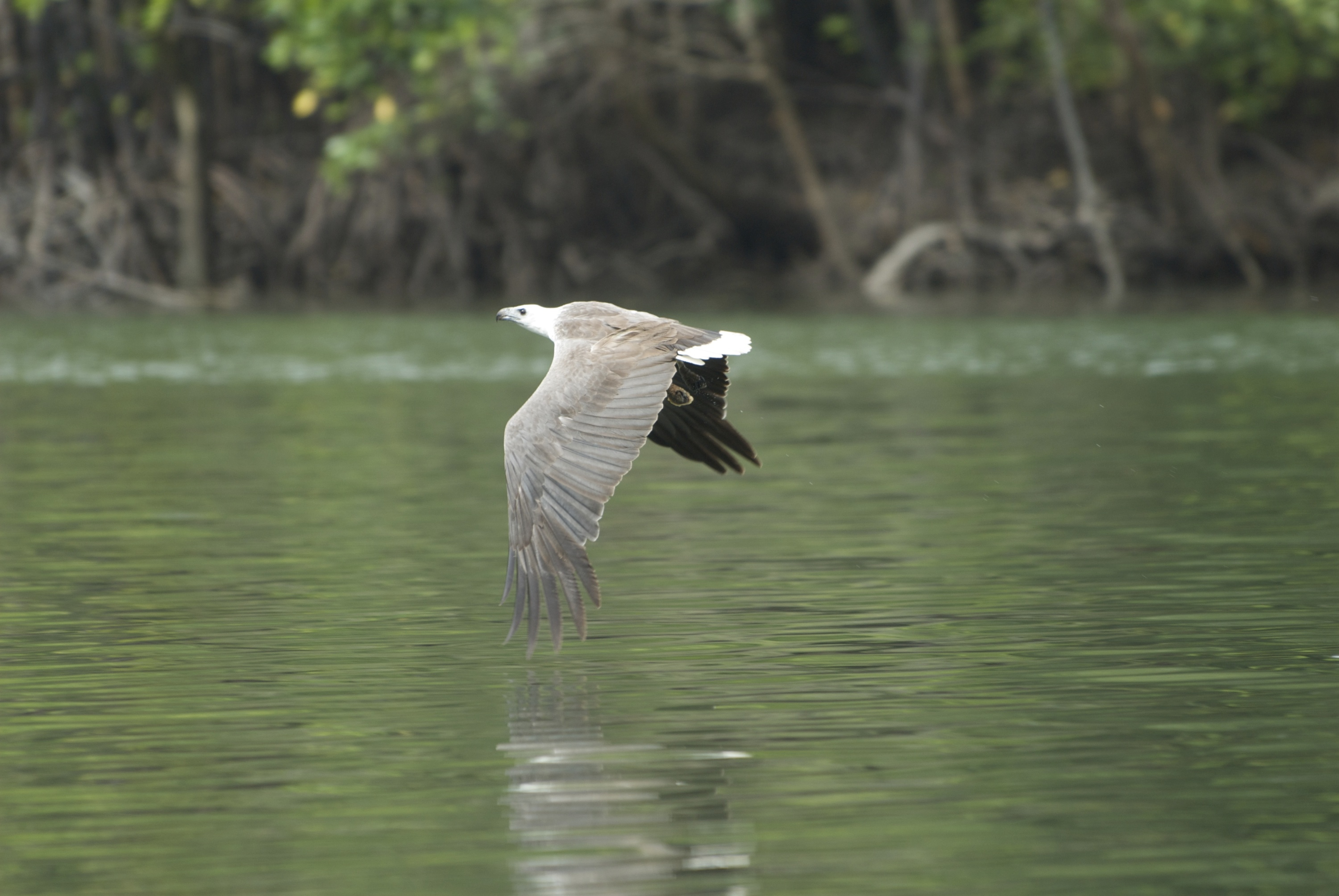
Planând deasupra lacului în căutarea prăzii

Principala pradă piscicolă este de obicei peștele pisică și barramundi, iar vulturii vânează frecvent atât exemplare mici, cât și mari, care pot depăși 50 cm. Alte prăzi piscicole importante includ peștele ac și labridele. Alături de vulturul de mare, vulturii de mare cu burta albă capturează uneori pești toxici, inclusiv peștele-balon și tetraodontidae.
Printre prăzile reptiliene se numără țestoasa cu gât de șarpe din nord (Macrochelodina rugosa), șarpele cu trompă de elefant (Acrochordus arafura) și diverși șerpi de mare. Țestoasele sunt deosebit de importante, iar vulturii pot prăda țestoase de diferite vârste și dimensiuni, până la țestoase Murray adulte mari (Emydura macquarii). Într-un caz, vulturul pescar a încercat să prade un varan adult de Varanus salvator; el a atacat șopârla de 1,5 m lungime și i-a provocat o rană fatală, deși nu a putut să o transporte din cauza greutății șopârlei.
În mod frecvent atacă păsări de apă, cum ar fi pinguini mici, lișițe și petreli. Este un vânător priceput și va ataca păsări de mare până la dimensiunea unui pescăruș, cormoran, corb de mare și păsări de apă până la dimensiunea de gâscă egipteană (Anseranas semipalmata). Mamifere acvatice precum ornitorincul (Ornithorhynchus anatinus) și Hydromys chrysogaster sunt capturate ocazional, precum și mamifere terestre cum ar fi iepurii și lilieci. În arhipelagul Bismarck, s-a raportat că se hrănește cu câini domestici, pisici și două specii de oposum.
Aceștia hărțuiesc păsările de pradă mai mici, cum ar fi vulturii de mlaștină, șoimii fluierători, acvila de mare cu spatele roșu și uliganul pescar, forțându-i să renunțe la hrana pe care o transportă. Alte păsări victime sunt pescărușii argintii și cei din Pacific, cormoranii și gâștele de mare australasiene. Vulturii de mare cu burtă albă pot chiar să fure hrană de la propria specie, inclusiv de la partenerii lor. Atacă aceste păsări lovindu-le cu ghearele întinse de sus sau zburând cu capul în jos sub prădătorul mai mic și smulgându-i prada, în timp ce țipă strident.
Vulturii de mare cu burta albă se hrănesc singuri, în perechi sau în grupuri familiale. O pereche poate coopera pentru a vâna. Prada poate fi mâncată în timp ce pasărea zboară sau când aterizează pe o platformă ridicată, cum ar fi cuibul său. El jupoaie victima în timp ce o mănâncă. Este extrem de eficient în digerarea hranei și elimină doar mici pelete de oase, blană și pene fragmentate.

### Reproducere
Sezonul de reproducere variază în funcție de locație, din iunie până în august în Australia și în sezonul uscat în regiunea Trans-Fly⁠(d) și în Provincia Centrală din Papua Noua Guinee. Sunt în principal reproducători solitari, cu câteva excepții, și se știe că formează o legătură pe viață cu perechea sa. O pereche de vulturi de mare cu burta albă efectuează demonstrații de zbor îndemânatice înainte de copulație: scufundări, planări și urmăriri în timp ce scot sunete puternice.
Alege de obicei copaci înalți sau stâlpi artificiali pentru a-și face cuibul. Adesea, locațiile sunt căutate acolo unde există un copac înalt sau o creangă înaltă cu vizibilitate bună, care poate fi folosit ca punct de sprijin pentru a supraveghea zona înconjurătoare, care este, în general, o zonă joasă în apropierea apei, cu o anumită acoperire forestieră.